# Guatemala az 1984. évi nyári olimpiai játékokon
Guatemala az egyesült államokbeli Los Angelesben megrendezett 1984. évi nyári olimpiai játékok egyik részt vevő nemzete volt. Az országot az olimpián 9 sportágban 24 sportoló képviselte, akik érmet nem szereztek.

## Atlétika
Férfi
| Versenyző          | Versenyszám     | Előfutam | Előfutam | Előfutam | Negyeddöntő | Negyeddöntő | Negyeddöntő | Elődöntő | Elődöntő | Elődöntő | Döntő   | Döntő    |
| Versenyző          | Versenyszám     | Idő      | Hely.    | Össz.    | Idő         | Hely.       | Össz.       | Idő      | Hely.    | Össz.    | Idő     | Helyezés |
| ------------------ | --------------- | -------- | -------- | -------- | ----------- | ----------- | ----------- | -------- | -------- | -------- | ------- | -------- |
| Emilio Samayoa     | 100 m           | 10,84    | 5.       | 57.      | kiesett     | kiesett     | kiesett     | kiesett  | kiesett  | kiesett  | kiesett | kiesett  |
| Emilio Samayoa     | 200 m           | 22,19    | 8.       | 63.      | kiesett     | kiesett     | kiesett     | kiesett  | kiesett  | kiesett  | kiesett | kiesett  |
| Alberto López      | 400 m           | 52,21    | 8.       | 76.      | kiesett     | kiesett     | kiesett     | kiesett  | kiesett  | kiesett  | kiesett | kiesett  |
| Alberto López      | 800 m           | 1:54,19  | 6.       | 56.      | kiesett     | kiesett     | kiesett     | kiesett  | kiesett  | kiesett  | kiesett | kiesett  |
| Hugo Allan García  | 1500 m          | 3:57,59  | 9.       | 45.      |             |             |             | kiesett  | kiesett  | kiesett  | kiesett | kiesett  |
| Hugo Allan García  | 3000 m akadály  | 9:02,41  | 11.      | 31.      |             |             |             | kiesett  | kiesett  | kiesett  | kiesett | kiesett  |
| José Víctor Alonzo | 20 km gyaloglás |          |          |          |             |             |             |          |          |          | 1:35:32 | 34.      |
| José Víctor Alonzo | 50 km gyaloglás |          |          |          |             |             |             |          |          |          | 4:36:35 | 17.      |

Női
| Versenyző                 | Versenyszám | Előfutam         | Előfutam         | Előfutam         | Negyeddöntő | Negyeddöntő | Negyeddöntő | Elődöntő | Elődöntő | Elődöntő | Döntő   | Döntő    |
| Versenyző                 | Versenyszám | Idő              | Hely.            | Össz.            | Idő         | Hely.       | Össz.       | Idő      | Hely.    | Össz.    | Idő     | Helyezés |
| ------------------------- | ----------- | ---------------- | ---------------- | ---------------- | ----------- | ----------- | ----------- | -------- | -------- | -------- | ------- | -------- |
| Christa Schumann-Lottmann | 100 m       | 12,04            | 3.               | 30.*             | 12,23       | 7.          | 28.         | kiesett  | kiesett  | kiesett  | kiesett | kiesett  |
| Christa Schumann-Lottmann | 200 m       | 24,91            | 5.               | 29.              | 24,90       | 7.          | 26.         | kiesett  | kiesett  | kiesett  | kiesett | kiesett  |
| Christa Schumann-Lottmann | 100 m gát   | nem állt rajthoz | nem állt rajthoz | nem állt rajthoz |             |             |             | kiesett  | kiesett  | kiesett  | kiesett | kiesett  |
| Zonia Meigham             | 400 m       | 55,64            | 8.               | 23.              |             |             |             | kiesett  | kiesett  | kiesett  | kiesett | kiesett  |
| Zonia Meigham             | 800 m       | 2:14,17          | 7.               | 23.              |             |             |             | kiesett  | kiesett  | kiesett  | kiesett | kiesett  |

* - egy másik versenyzővel azonos eredményt ért el

## Evezés
Férfi
| Versenyző   | Versenyszám  | Előfutam | Előfutam | Vigaszág | Vigaszág | Elődöntő | Elődöntő | Döntő   | Döntő   | Döntő   | Helyezés    |
| Versenyző   | Versenyszám  | Idő      | Hely.    | Idő      | Hely.    | Idő      | Hely.    | Típus   | Idő     | Hely.   | Helyezés    |
| ----------- | ------------ | -------- | -------- | -------- | -------- | -------- | -------- | ------- | ------- | ------- | ----------- |
| Edgar Nanne | Egypárevezős | 8:07,69  | 5.       | 7:50,60  | 5.       | kiesett  | kiesett  | kiesett | kiesett | kiesett | helyezetlen |

## Kerékpározás

### Pálya-kerékpározás
Időfutam
| Név       | Versenyszám  | Idő     | Helyezés |
| --------- | ------------ | ------- | -------- |
| Max Leiva | Férfi egyéni | 1:09,36 | 16.      |

## Lovaglás
Díjugratás
| Versenyző      | Ló           | Versenyszám | 1. forduló    | 1. forduló    | 2. forduló | 2. forduló | Összesen | Összesen |
| Versenyző      | Ló           | Versenyszám | Pont          | Hely.         | Pont       | Hely.      | Pont     | Helyezés |
| -------------- | ------------ | ----------- | ------------- | ------------- | ---------- | ---------- | -------- | -------- |
| Oswaldo Méndez | Love Forever | Egyéni      | nem ért célba | nem ért célba | kiesett    | kiesett    | kiesett  | kiesett  |

## Ökölvívás
| Versenyző    | Versenyszám | 32-es főtábla            | Nyolcaddöntő              | Negyeddöntő                   | Elődöntő          | Döntő             | Helyezés |
| Versenyző    | Versenyszám | Ellenfél Eredmény        | Ellenfél Eredmény         | Ellenfél Eredmény             | Ellenfél Eredmény | Ellenfél Eredmény | Helyezés |
| ------------ | ----------- | ------------------------ | ------------------------- | ----------------------------- | ----------------- | ----------------- | -------- |
| Carlos Motta | Papírsúly   | Mustafa Genç (TUR) · 5:0 | Daniel Mwangi (KEN) · 4:1 | Marcelino Bolívar (VEN) · 0:5 | kiesett           | kiesett           | 5.       |

## Sportlövészet
Férfi
| Versenyző                | Versenyszám     | Pont | Helyezés |
| ------------------------ | --------------- | ---- | -------- |
| Carlos Silva             | Futócéllövészet | 565  | 16.      |
| Arturo Iglesias          | Futócéllövészet | 563  | 18.      |
| Francisco Romero Arribas | Skeet           | 191  | 19.      |
| Mario-Oscar Zachrisson   | Skeet           | 172  | 58.      |

## Súlyemelés
| Versenyző       | Versenyszám | Szakítás                 | Szakítás                 | Lökés    | Lökés    | Összesen | Helyezés |
| Versenyző       | Versenyszám | Eredmény                 | Helyezés                 | Eredmény | Helyezés | Összesen | Helyezés |
| --------------- | ----------- | ------------------------ | ------------------------ | -------- | -------- | -------- | -------- |
| Nery Minchez    | 56 kg       | 85,0                     | 17.                      | 117,5    | 15.      | 202,5    | 15.      |
| Antulio Delgado | 67,5 kg     | érvényes kísérlet nélkül | érvényes kísérlet nélkül | 120,0    | 17.      | kiesett  | kiesett  |

## Úszás
Férfi
| Versenyző                                                               | Versenyszám            | Előfutam | Előfutam | Előfutam | Döntő   | Döntő   | Döntő   | Helyezés |
| Versenyző                                                               | Versenyszám            | Idő      | Hely.    | Össz.    | Típus   | Idő     | Hely.   | Helyezés |
| ----------------------------------------------------------------------- | ---------------------- | -------- | -------- | -------- | ------- | ------- | ------- | -------- |
| Ernesto José Degenhart                                                  | 100 m hát              | 1:05,63  | 3.       | 39.      | kiesett | kiesett | kiesett | kiesett  |
| Ernesto José Degenhart                                                  | 200 m hát              | 2:24,08  | 7.       | 33.      | kiesett | kiesett | kiesett | kiesett  |
| Ernesto José Degenhart                                                  | 100 m gyors            | 57,20    | 7.       | 60.      | kiesett | kiesett | kiesett | kiesett  |
| Rodrigo Leal                                                            | 100 m gyors            | 56,80    | 7.       | 58.      | kiesett | kiesett | kiesett | kiesett  |
| Rodrigo Leal                                                            | 200 m gyors            | 2:05,96  | 7.       | 51.      | kiesett | kiesett | kiesett | kiesett  |
| Roberto Granados                                                        | 200 m gyors            | 2:05,21  | 8.       | 50.      | kiesett | kiesett | kiesett | kiesett  |
| Roberto Granados                                                        | 100 m pillangó         | 1:02,32  | 7.       | 45.      | kiesett | kiesett | kiesett | kiesett  |
| Roberto Granados                                                        | 200 m pillangó         | 2:13,79  | 7.       | 33.      | kiesett | kiesett | kiesett | kiesett  |
| Roberto Granados                                                        | 200 m vegyes           | 2:22,73  | 7.       | 38.      | kiesett | kiesett | kiesett | kiesett  |
| Fernando Marroquin                                                      | 100 m mell             | 1:09,73  | 7.       | 44.      | kiesett | kiesett | kiesett | kiesett  |
| Fernando Marroquin                                                      | 200 m mell             | 2:35,21  | 7.       | 40.      | kiesett | kiesett | kiesett | kiesett  |
| Rodrigo Leal Fernando Marroquin Roberto Granados Ernesto José Degenhart | 4 × 100 m gyorsváltó   | 3:52,18  | 8.       | 21.      | kiesett | kiesett | kiesett | kiesett  |
| Ernesto José Degenhart Fernando Marroquin Roberto Granados Rodrigo Leal | 4 × 100 m vegyes váltó | 4:16,94  | 6.       | 19.      | kiesett | kiesett | kiesett | kiesett  |

Női
| Versenyző              | Versenyszám    | Előfutam | Előfutam | Előfutam | Döntő   | Döntő   | Döntő   | Helyezés |
| Versenyző              | Versenyszám    | Idő      | Hely.    | Össz.    | Típus   | Idő     | Hely.   | Helyezés |
| ---------------------- | -------------- | -------- | -------- | -------- | ------- | ------- | ------- | -------- |
| Blanca Morales         | 100 m gyors    | 1:02,48  | 7.       | 12.      | kiesett | kiesett | kiesett | kiesett  |
| Blanca Morales         | 200 m gyors    | 2:14,79  | 7.       | 32.      | kiesett | kiesett | kiesett | kiesett  |
| Blanca Morales         | 200 m pillangó | 2:25,03  | 7.       | 28.      | kiesett | kiesett | kiesett | kiesett  |
| Blanca Morales         | 200 m vegyes   | 2:38,16  | 7.       | 27.      | kiesett | kiesett | kiesett | kiesett  |
| Blanca Morales         | 100 m pillangó | 1:06,99  | 7.       | 30.      | kiesett | kiesett | kiesett | kiesett  |
| Karen Slowing-Aceituno | 100 m pillangó | 1:10,68  | 7.       | 33.      | kiesett | kiesett | kiesett | kiesett  |
| Karen Slowing-Aceituno | 100 m gyors    | 1:03,46  | 8.       | 16.      | kiesett | kiesett | kiesett | kiesett  |
| Karen Slowing-Aceituno | 200 m gyors    | 2:14,39  | 7.       | 31.      | kiesett | kiesett | kiesett | kiesett  |
| Karen Slowing-Aceituno | 400 m gyors    | 4:36,87  | 7.       | 23.      | kiesett | kiesett | kiesett | kiesett  |
| Karen Slowing-Aceituno | 800 m gyors    | 9:20,68  | 7.       | 19.      | kiesett | kiesett | kiesett | kiesett  |

## Vitorlázás
Nyílt
| Versenyző   | Versenyszám | Futam | Futam | Futam  | Futam | Futam | Futam | Futam | Pontszám | Helyezés |
| Versenyző   | Versenyszám | 1     | 2     | 3      | 4     | 5     | 6     | 7     | Pontszám | Helyezés |
| ----------- | ----------- | ----- | ----- | ------ | ----- | ----- | ----- | ----- | -------- | -------- |
| Juan Maegli | Finn dingi  | 22,0  | 22,0  | (26,0) | 26,0  | 22,0  | 14,0  | 23,0  | 129,0    | 19.      |